# Velika igra
Velika igra je bio naziv za strateško rivalstvo između Britanskog i Ruskoga Carstva zbog dominacije nad Središnjom Azijom.
Za klasični period Velike igre smatra se da je trajao približno od Rusko-perzijskog sporazuma iz 1813. do Anglo-ruske konvencije iz 1907. Manje intenzivna faza je trajala nakon Oktobarske revolucije 1917. U postkolonijalnom razdoblju, ovaj naziv je nastavio koristiti se za opisivanje geopolitičke makinacije velikih i regionalnih sila za geopolitičkom moći u regiji Središnje Azije.
Smišljanje izraza „Velika igra“ se obično pripisuje Arthuru Conollyju, obavještajnom časniku Šestog bengalskog lakog konjičkog puka Britanske istočnoindijske kompanije. Pojam je u širu upotrebu uveo britanski književnk Rudyard Kipling u svom romanu Kim (1901).